# Куябия
А русы — варварский народ, живущий в стороне булгар, между ними и между славянами на реке Итиль... и то, что вывозится от них (хазар) из меда и воска и бобровых шкур, это то самое, что вывозится ими из страны русов и булгар. И те шкуры бобра, которые везут во все концы света и которых нет нигде, кроме как в северных реках, что в стороне булгар, русов и Куйабы.
И русов три группы. Группа, ближайшая к Булгару, и царь их в городе, называемом Куйаба, и он больше Булгара. И группа самая верхняя из них, называемая ас-Славийа, и царь их в городе Салау, и группа их, называемая ал-Арсанийа, и царь их сидит в Арсе, городе их. И достигают люди с торговыми целями Куйабы и окрестностей её. Что же касается Арсы, то я не слышал, чтобы кто-либо упоминал о достижении её чужеземцами, ибо тамошние убивают всех чужеземцев, к ним приходящих. Сами же они спускаются по воде для торговли и не сообщают ничего о делах своих и товарах, и не позволяют никому следовать за собой и входить в страну их. <...> Вывозят из Арсы черных соболей, черных лисиц и олово (свинец?) и некоторое число рабов.
Куйа́ба, Куябия или Куявия (варианты Куйа.а, Кукийана; араб. كويابة‎ Kūyāba) — один из трёх центров русов, наряду с Арсанией и Славией, который упоминается в трудах «классической школы» арабских географов X века (аль Истахри, Ибн-Хаукаль и ряд восходящих к ним авторов более позднего времени). Первоисточником сведений является утраченный труд ал-Балхи, написанный ок. 920 года. По общему признанию топоним идентифицируется с Киевом.
Куйаба описывается как город, ведущий оживлённую торговлю с Востоком и являющийся центром той группы русов, которая располагалась ближе всего к Булгару. Имя самой группы не называется. Подобно двум другим центрам русов данная группа возглавлялась собственным царём. В другой части повествования у тех же авторов Куйаба противопоставляется русам, что, как полагают, отражает более раннее положение дел.
В историографии рассказ о «трёх группах русов» сопоставляется с близкими данными из «Повести временных лет». Нет единого мнения, относится ли он ко времени до образования Киевской Руси (IX век) или отражает реалии X века, когда она уже существовала.